# Source Music
Source Music (кор. 쏘스뮤직, ssoseumyujig) — південнокорейська розважальна компанія, заснована в 2009 році Со Сон Чжином. У липні 2019 року компанію придбала Hybe Corporation, що зробило компанію частиною спільного терміну «Hybe Labels». Наразі компанія керує жіночим гуртом Le Sserafim, а раніше керувала солісткою Кан Мі Йон і жіночими гуртами Glam і GFriend.

## Історія

### 2009—2014: Початок та перші артисти

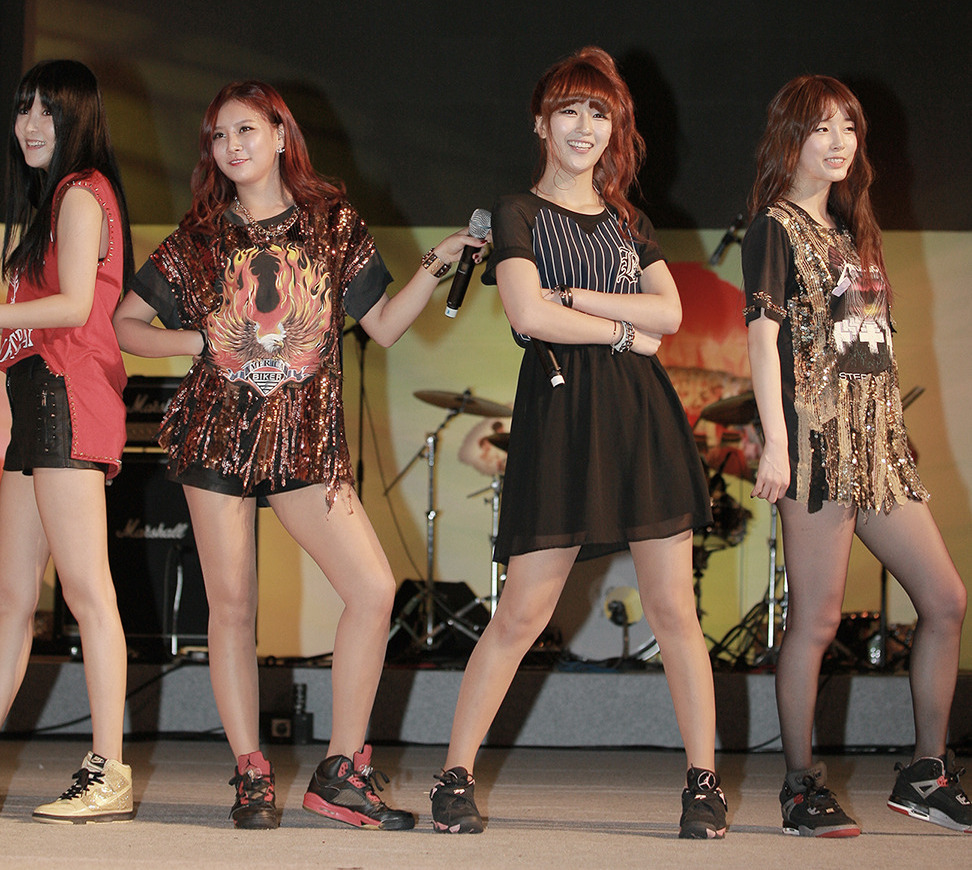
Glam у січні 2014 року

Компанія Source Music була заснована 17 листопада 2009 року Со Сон Чжином, який працював у SM Entertainment як менеджер талантів для різних виконавців між 2000 і 2002 роками. Пізніше він перейшов до JYP Entertainment.
У 2010 році перша співачка лейблу, солістка Кан Мі Йон (раніше була в гурті Baby Vox) випустила свій перший цифровий сингл під назвою «Going Crazy». У музичному відео взяли участь Лі Джун і Мір з MBLAQ. Пісня посіла 11 місце в національному чарті Південної Кореї Gaon.
У 2012 році жіночий гурт Glam був створений спільною співпрацею між Source Music і Big Hit Entertainment і складався з Дахі, Трініті, Зінні, Місо і Джи Йон. Після того, як Трініті залишила гурт, вони продовжили роботу як група з чотирьох учасників. Група діяла до 2014 року і була офіційно розпущена в січні 2015 року після того, як Дахі була засуджена до одного року позбавлення волі за справу про вимагання актора Лі Бьон Хона.

### 2015—2019 роки

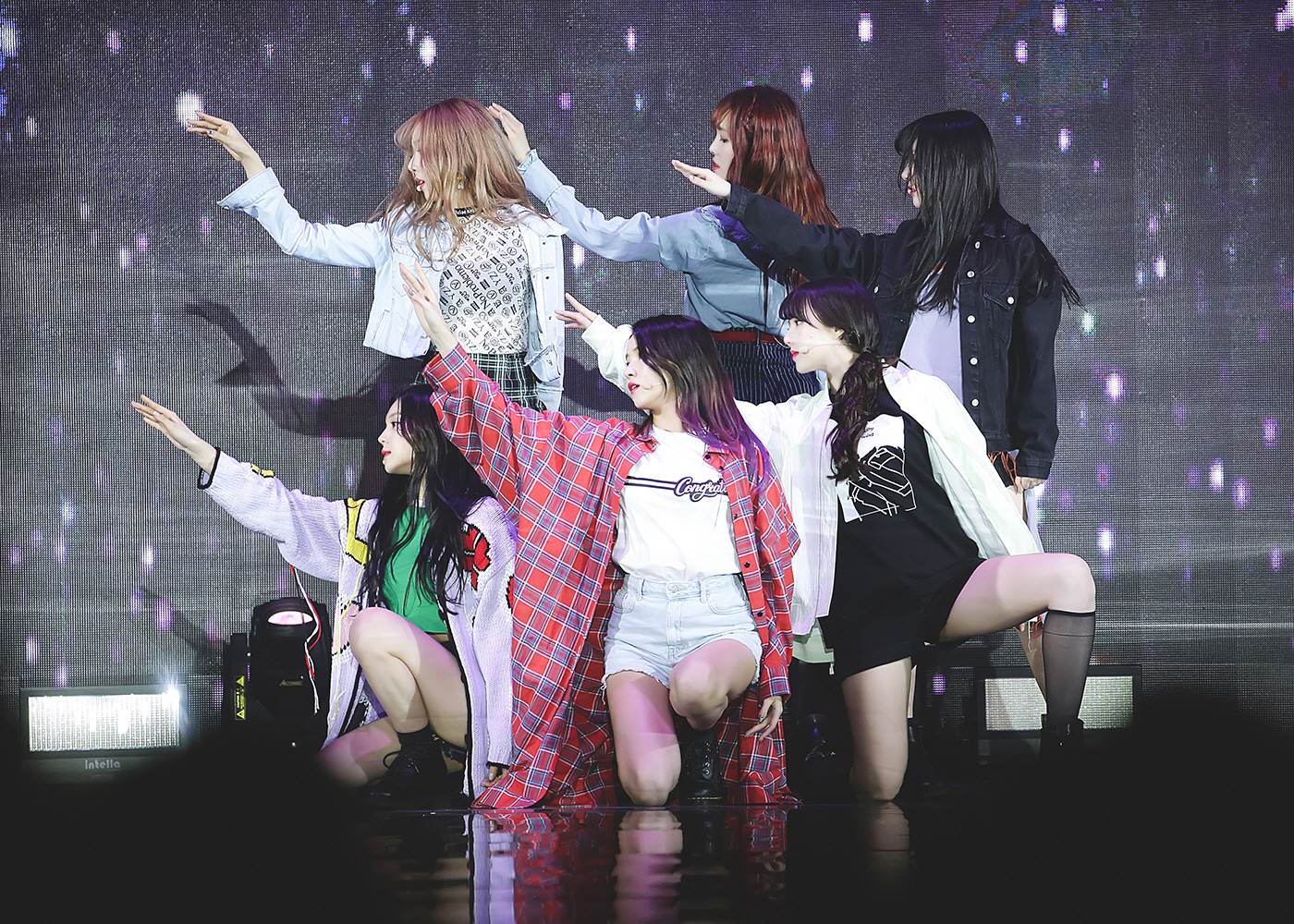
GFriend на Asia Model Awards у травні 2018 року

У 2015 році була створена група GFriend. Гурт складався з Совон, Єрін, Инхи, Юджу, СінБі і Умджі. Вони дебютували з мініальбомом Season of Glass 15 січня 2015 року.

### 2019–дотепер: придбання компанією Hybe Corporation

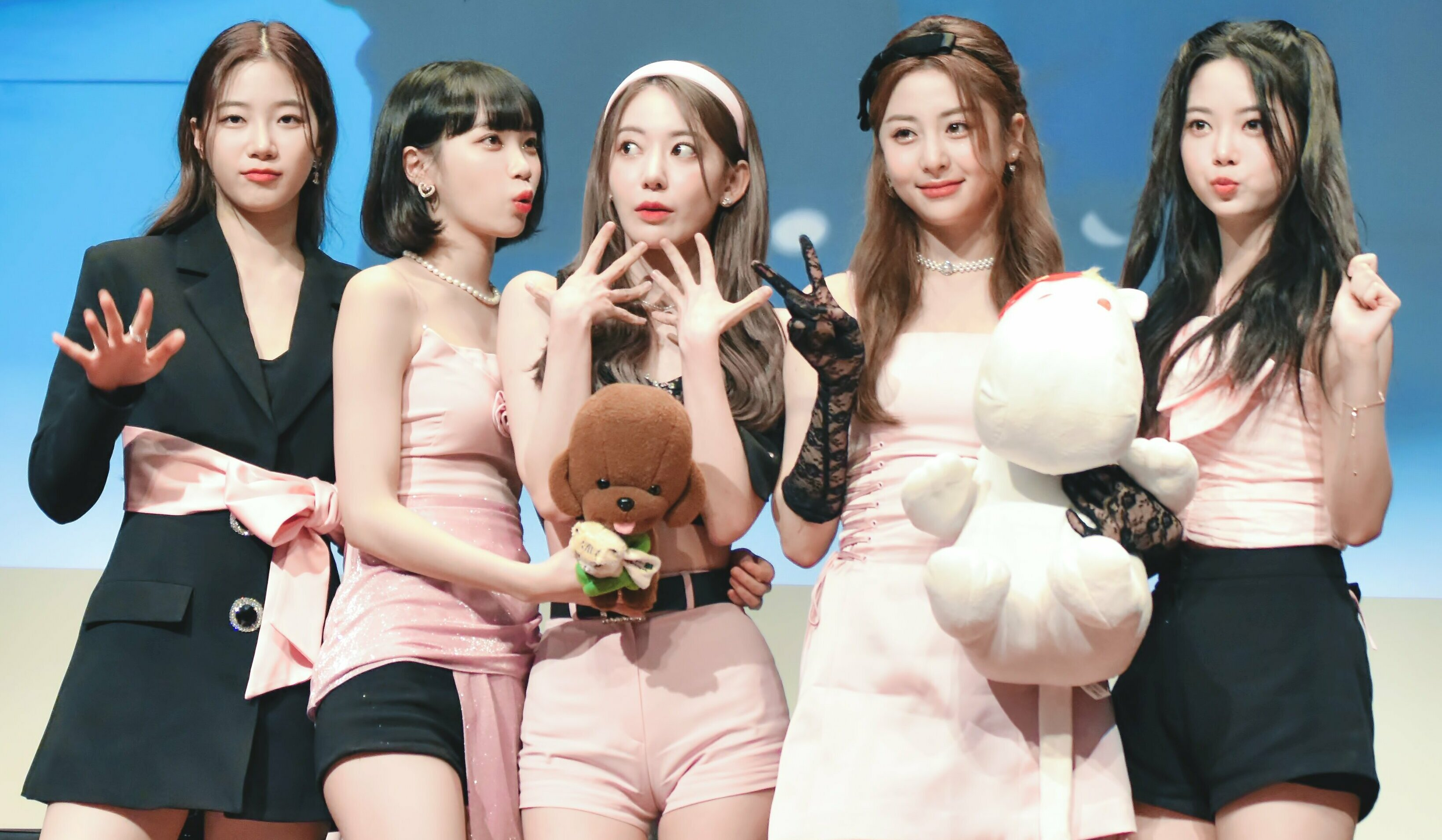
Le Sserafim у червні 2022 року

У липні 2019 року Hybe Corporation (раніше Big Hit Entertainment) придбали Source Music, зробивши компанію дочірньою компанією Hybe Labels і зберігши існуючий менеджмент і стиль. 22 березня 2021 року Source Music, а також інші лейбли Hybe Labels переїхали до своєї нової штаб-квартири в торговому центрі Yongsan у районі Yongsan, нової штаб-квартири її материнської компанії Hybe Corporation. 31 березня 2021 року офіційний веб-сайт Source Music змінив свою фізичну адресу на нову будівлю в Йонсані, Сеул.
Після завершення шестирічного контракту всі учасниці GFriend покинули компанію 22 травня 2021 року, що означало розпуск гурту. 14 березня 2022 року колишні учасниці IZ*ONE Міявакі Сакура та Кім Чхе Вон підписали ексклюзивні контракти з Source Music і підтвердили свій дебют у новому гурті. Новий жіночий гурт Le Sserafim, до складу якої входять Сакура, Чхе Вон, Юн Джін, Казуха, і Инче, дебютувала 2 травня з мініальбомом Fearless.
13 квітня 2022 року Корейська комісія із захисту особистої інформації оштрафувала компанію на 3 мільйони вон і винесла припис про виправлення за розкриття особистої інформації третім особам і неспроможність захистити особисту інформацію. Source Music використовували Google Форми для відшкодування членських внесків у зв'язку з розпадом гурту GFriend, а особиста інформація 22 учасників опитування була скомпрометована через неналежне розголошення результатів опитування.

## Артисти

### Гурти
- Le Sserafim

## Колишні артисти
- 8Eight (2009—2014, під спільним керівництвом з Big Hit Music)
- Glam (2012—2015, під спільним керівництвом з Big Hit Music)[21]
- Eden Beatz (2012—2015)
- MI.O (2014—2018)
- Кан Мі Йон (2009—2014)
- GFriend (2015—2021)[22]